# Salomé Navalón Fito
Salomé Navalón Fito (Moixent, La Costera, 15 de juny de 1992) és una exfutbolista valenciana, que ha jugat a la Primera Divisió espanyola com a defensa, al València CF i al Club de Futbol Pallejà.
Juga al futbol a l'equip de la seua localitat des dels 6 anys, on és l'única xiqueta de l'equip. Als 12 anys, es fa un equip femení on juga fins als 17. Després passa a jugar amb el València CF, on esdevé la capitana. Des de la temporada 2019/2020 passà a jugar amb el Club de Futbol Pallejà.
Posteriorment es retira, dedicant-se a la gestió esportiva.